# Luis Laorga

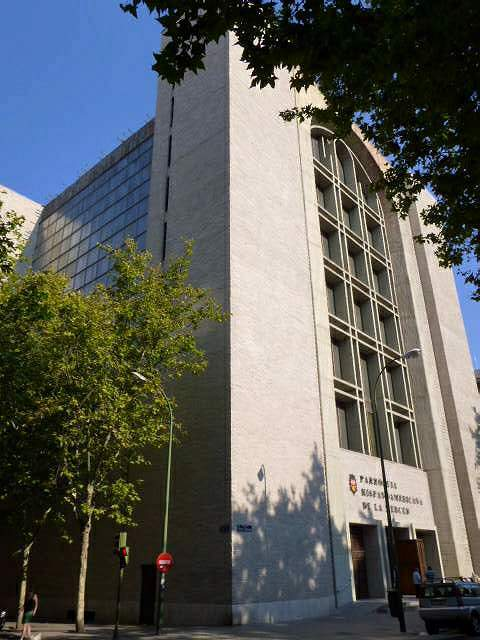
Madrid, Basílica Hispanoamericana de la Merced

Luis Laorga (Madrid, 5 de enero de 1919 – 5 de noviembre de 1990) fue un arquitecto español.
Luis Laorga Gutiérrez nació en 5 de enero de 1919 en Madrid, en una familia de carpinteros y ebanistas. Estudió arquitectura en la ETSAM, Escuela Técnica Superior de Arquitectura de Madrid de la Universidad Politécnica de Madrid. Al finalizar, en junio de 1946, recibió el Premio Nacional de Fin de Carrera.
Ese mismo año obtiene el Primer Premio en el Concurso para un Hospital de 100 camas en Madrid, proyecto que realiza con Manuel Martínez Chumillas, arquitecto con el que colaboró durante los años de estudios universitarios.
También en 1946, se presenta junto con Francisco Javier Sáenz de Oiza, amigo y compañero de clase en la Escuela, al concurso para la ordenación del entorno del acueducto de Segovia. Recibieron el Primer Premio: Premio Nacional de Arquitectura. 
En 1947 y 1948 Laorga desarrolla muchos proyectos pequeños y construye la Iglesia de Nuestra Señora del Rosario, en el Batán, demolida en 1983. Constituye una cooperativa: la Constructora Benéfica Belén, asociación de arquitectos con fines sociales, que trabajan ayudando en la construcción de viviendas para los miles de familias que en esos años viven en chabolas en los arrabales de Madrid, y que necesitaban apoyo técnico y financiero para la autoconstrucción de sus casas. A lo largo de los años cincuenta, construirían más de 500 viviendas.
En 1949, Oiza vuelve de los Estados Unidos, y juntos se presentan a dos importantes concursos: el Santuario de Aránzazu en Guipúzcoa y la Basílica de la Merced en Madrid. Obtienen el Primer Premio en ambos. El proceso de construcción fue complejo en los dos proyectos y aunque quedaron amigos no volverían a colaborar profesionalmente.
En los años cincuenta Laorga trabaja, sobre todo, en proyectos de viviendas. Desde vivienda social, como el poblado mínimo de Caño Roto, a las casas para los americanos en Madrid y Zaragoza. Varios conjuntos autoconstruidos en la periferia de Madrid y casas en el campo. También edificios de viviendas, especialmente importantes son los de Ponzano 71 y Concha Espina 65. En esos años desarrolla también varios colegios, como el Recuerdo en Chamartín y varias escuelas rurales.
En la década de los sesenta Laorga afronta múltiples obras de gran volumen. Con José López Zanón obtiene el Primer Premio en el Concurso para la construcción de la Universidad Laboral de Coruña en 1960, y en 1962 el Primer Premio para la Universidad Laboral de Madrid. Como no se llevaría a cabo esta última, les encargan las Laborales de Cáceres y Huesca. También construyen las Escuelas de Náutica de Cádiz, Bilbao, San Sebastián, Tenerife, Lanzarote, Alicante y Vigo. Reciben el Primer Premio para la construcción de la Escuela de Caminos en Madrid. También con Zanón construye varios edificios de viviendas subvencionadas en el extrarradio madrileño.
Durante esos años sesenta Laorga lleva a cabo otros muchos conjuntos de programa educativo, como el colegio de Nuestra Señora de los Milagros, en Orense ; el colegio San Buenaventura, en Madrid; el seminario de los Paúles, en Andújar; el colegio Melchor Cano, en Tarancón o el Colegio Mayor Loyola, en la Ciudad Universitaria de Madrid. Además construye cinco iglesias: La Natividad y la Visitación en Moratalaz; San Juan de Ávila en Usera; La Merced en los Peñascales y Nuestra Señora de la Peña, en Vallecas.
En paralelo a tantos proyectos y la dedicación a su numerosa familia y amigos, siempre está embarcado en múltiples iniciativas sociales a diversas escalas y desde diversos ámbitos. Por ejemplo, el Padre Llanos cuenta cómo Laorga le llevó al Pozo del Tío Raimundo en 1954 y le construyó la primera chabola. Hasta 1964 haría otras muchas obras allí, como aulas, escuelas, el cine o la guardería. 
En la década de los setenta Laorga abandona la gran escala y se centra en las viviendas unifamiliares, la mayoría para parientes o amigos. En 1981 sufre un derrame cerebral. Le produce una hemiplejia que le obliga a abandonar la práctica de la arquitectura. Luis Laorga fallece en Madrid el 5 de noviembre de 1990.